# 大和行男
大和 行男（大和 ゆきお、やまと ゆきお、生年月日:1978年1月28日（47歳））は、日本の医師。

## 概要
東京大学教育学部卒業。東大では中学校高等学校の地理歴史の教員免許を取得。東大卒業後は2年間の会社員を経て、新潟大学医学部を卒業して医師免許を取得。東芝病院と東京大学医学部附属病院で研修医をする。
2023年8月17日よりSEECが運営する美容総合メディア「ミツケル」の監修に就任。
2023年4月「こころと美容のクリニック東京」開業した。
2024年1月「こころと美容のクリニック東京」閉院。
2024年1月、池上駅近くに「池上おひさまクリニック」を開業。

## 選挙歴
| 当落 | 選挙                     | 執行日        | 年齢 | 選挙区 | 政党   | 得票数 | 得票率 | 定数 | 得票順位 /候補者数 | 政党内比例順位 /政党当選者数 |
| ---- | ------------------------ | ------------- | ---- | ------ | ------ | ------ | ------ | ---- | ------------------ | ---------------------------- |
| 落   | 2024年東京都知事選挙     | 2024年7月7日  | 46   | -      | 無所属 | 9685票 | 0.08%  | 1    | 12/56              | /                            |
| 落   | 2025年東京都議会議員選挙 | 2025年6月22日 | 47   | 大田区 | 無所属 | 6216票 | 2.14%  | 7    | 13/16              | /                            |